# Roseanna
Roseanna – powieść kryminalna autorstwa szwedzkiej pary pisarskiej Sjöwall i Wahlöö, wydana w 1965 r. Jest to pierwszy utwór z cyklu, w którym głównym bohaterem jest Martin Beck. Powieść została dwukrotnie sfilmowana: w 1967 r. przez Daniela Abramsona i w 1993 r. przez Hansa Alfredsona. 
Zwłoki młodej kobiety zostają przypadkowo znalezione w kanale przy jednej ze śluz Kanału Gotyjskiego. Sekcja zwłok stwierdza, iż została ona przed śmiercią brutalnie zgwałcona. Śledztwo, w którym bierze udział inspektor Martin Beck, nie może ruszyć z miejsca, ponieważ nie można ustalić tożsamości zmarłej kobiety. W identyfikacji pomaga Interpol: okazuje się, iż kobieta była Amerykanką, podróżującą po Skandynawii i że nazywała się Roseanna McGraw. Drobiazgowe śledztwo pozwala ustalić ostatnie chwile życia kobiety oraz wytypować podejrzanego. Policjanci proszą koleżankę, Sonję Hanssen, by odegrała rolę przynęty dla przestępcy.

## Bohaterowie
W powieści po raz pierwszy pojawiają się funkcjonariusze sztokholmskiej policji Martin Beck, Lennart Kollberg i Frederik Melander, którzy występują również w pozostałych częściach cyklu. 
Bohaterami utworu są również: detektyw Ahlberg z policji w Motali oraz młoda policjantka Sonja Hansson. 